# Toshihiko Sahashi
Toshihiko Sahashi  (佐橋 俊彦?, Sahashi Toshihiko) (Tokyo; 12 novembre 1959) è un musicista giapponese, autore di numerose colonne sonore di film e cartoni animati.
Si è laureato presso la Tokyo National University of Fine Arts and Music nel 1986.  Sahashi ha composto musica per varie serie di anime (inclusi OVA, film, e drama CD), videogiochi, film, drama e musical. Il suo brano musicale You and I, Unfulfilled Feelings è spesso utilizzato nella serie televisiva statunitense Scrubs - Medici ai primi ferri.
Fra le colonne sonore da lui composte si possono citare Ghost Sweeper Mikami, Gundam Seed, Gundam Seed Destiny, Gunslinger Girl, Black Blood Brothers, Kamen Rider Kuuga, Kamen Rider Agito, Kamen Rider Hibiki, Kamen Rider Den-O, Full Metal Panic!, Hunter X Hunter, Digimon Adventure, Simoun e Hitman Reborn!. Insieme alla London Symphony Orchestra, ha pubblicato due album di musica sinfonica riarrangiando i suoi lavori relativi a Gundam Seed e Gundam Seed Destiny.

## Colonne sonore
- Akazukin Chacha (TV)
- Angel Links (TV)
- The Big O (TV)
- Black Blood Brothers (TV)
- Blue Stinger (VG)
- Burn-Up Scramble (TV)
- Capeta (TV)
- Carried by the Wind: Tsukikage Ran (TV)
- Chou Mashin Eiyuuden Wataru (TV)
- Cooking Papa (TV)
- Cutie Honey Flash (TV)
- Digimon Adventure (TV)
- Dream Team (TV)
- Fatal Fury 2 - La sfida di Wolfgang Krauser (OAV)
- Fatal Fury: La leggenda del lupo famelico (OAV)
- Fatal Fury: The Motion Picture
- Full Metal Panic! (TV)
- Full Metal Panic! The Second Raid (OAV)
- Full Metal Panic! The Second Raid (TV)
- Full Metal Panic? Fumoffu (TV)
- Future GPX Cyber Formula Saga (OAV)
- Future GPX Cyber Formula Sin (OAV)
- Gear Fighter Dendoh (TV)
- Gekisou Sentai Carranger (Serie TV)
- Genji Tsuushin Agedama (TV)
- Ghost Sweeper Mikami (TV)
- Gunslinger Girl (TV)
- Haou Taikei Ryuu Knight (TV)
- Hit wo Nerae! (TV)
- Katekyō Hitman Reborn! (TV)
- Hunter × Hunter (TV)
- Hunter × Hunter: G.I. Final (OAV)
- Hunter × Hunter (OAV)
- Kamen Rider Agito (Serie TV)
- Kamen Rider Den-O (Serie TV)
- Kamen Rider Kuuga (Serie TV)
- Kamen Rider Hibiki (Serie TV)
- Kishin Corps (OAV)
- Kochira Katsushika-ku Kamearikouen-mae Hashutsujo (TV)
- Kochira Katsushika-ku Kamearikouen-mae Hashutsujo: The Movie
- Legend of Crystania (OAV)
- Lord of Lords Ryu Knight: Adeu's Legend (OAV)
- Love Love? (TV)
- Mobile Suit Gundam SEED (TV)
- Mobile Suit Gundam SEED: Special Edition (OAV)
- Mobile Suit Gundam SEED Destiny (TV)
- Mobile Suit Gundam SEED Destiny: Special Edition (OAV)
- Mobile Suit Gundam SEED Freedom (Film)
- Rayearth (OAV)
- Rizelmine (TV)
- Saint Seiya Ω (Serie TV)
- Saint Seiya - Saintia Shō (ONA)
- Seijuu Sentai Gingaman (Serie TV)
- Simoun (TV)
- Steel Angel Kurumi (TV)
- Steel Angel Kurumi 2 (TV)
- Steel Angel Kurumi Encore (OAV)
- Steel Angel Kurumi Pure (Serie TV)
- Steel Angel Kurumi Zero (OAV)
- The Cosmopolitan Prayers (TV)
- Tomica Hero Rescue Fire (TV)
- Ultraman: The Ultimate Hero (Serie TV)
- Ultraman Gaia (Serie TV)
- Ultraman Mebius (Serie TV)
- Ultraman Mebius & Ultraman Brothers (Film)
- Vampiyan Kids (TV)
- Zipang (TV)